# Каролтон (Мисури)
Керолтон (енгл. Carrollton) град је у америчкој савезној држави Мисури.

## Демографија
По попису из 2010. године број становника је 3.784, што је 338 (-8,2%) становника мање него 2000. године.
| Група             | 2000.         | 2010.         |
| Белци             | 3.877 (94,1%) | 3.550 (93,8%) |
| Афроамериканци    | 127 (3,1%)    | 113 (3,0%)    |
| Азијати           | 8 (0,2%)      | 9 (0,2%)      |
| Хиспаноамериканци | 47 (1,1%)     | 67 (1,8%)     |
| Укупно            | 4.122         | 3.784         |